# 花岡正浩
花岡 正浩（はなおか まさひろ、1955年1月22日 - ）は、日本の実業家。神戸製鋼所常務執行役員、神鋼ケアライフ（現・スミリンケアライフ）取締役社長、神鋼不動産（現・TC神鋼不動産）代表取締役社長を経て、TC神鋼不動産取締役会長。

## 略歴
長野県岡谷市出身。長野県諏訪清陵高等学校を経て、1978年京都大学経済学部卒業、神戸製鋼所入社。2001年同社人事労政部担当部長。2004年同社業務部長兼大阪支社長。2007年同社理事、業務部長兼大阪支社長。2009年同社執行役員。2011年同社常務執行役員。2014年神鋼ケアライフ（現・スミリンケアライフ）取締役社長。2016年神鋼不動産（現・TC神鋼不動産）代表取締役社長。2021年同社取締役会長。2022年商号をTC神鋼不動産に変更。